# Joseph Nelis
Joseph Nelis (1 de abril de 1917 - 12 de abril de 1994) foi um futebolista belga que competiu na Copa do Mundo FIFA de 1938.